# Dextans
Der Dextans ist eine Bronzemünze, die zur Zeit der Römischen Republik geprägt wurde.
Der Dextans spielte keine große Rolle im römischen Münzwesen. Sein Wert beträgt 10 Unciae. Dieser Wert setzt sich zusammen aus den vier Wertkugeln, die auf dem Revers zu erkennen sind (jede Wertkugel steht für eine Uncia) und dem Zeichen „S“, das sich auch auf den Semis finden lässt. Das „S“ steht für ein halbes As, also für 6 Unciae.
Insgesamt wurden vom Dextans bisher nur vier Typen gefunden, die alle um das Jahr 210 v. Chr. geprägt wurden. Danach wurde die Prägung dieses Nominals eingestellt.
Auf dem Avers ist bei allen Typen ein nach rechts blickender Kopf der Ceres zu sehen, auf dem Revers die Göttin Victoria zu in einer nach rechts fahrenden Quadriga zu erkennen, darüber steht das Münzmeisterzeichen, darunter „Roma“ und die Wertzeichen.